# Karen Clark (Ruderin)
Karen Clark (* 6. April 1978 in Delta, British Columbia) ist eine ehemalige kanadische Ruderin.

## Sportliche Karriere
Die 1,76 m große Karen Clark ruderte für die Victoria Vikes, den Sportklub der University of Victoria. Bei den Weltmeisterschaften 2001 in Luzern gewann sie zusammen mit Jacqui Cook die Bronzemedaille im Zweier ohne Steuerfrau hinter den Booten aus Rumänien und Weißrussland. Clark und Cook traten auch im Achter an und belegten als Siegerinnen des B-Finales den siebten Platz. Ein Jahr später traten die beiden auch bei den Weltmeisterschaften 2002 in Sevilla in beiden Bootsklassen an. Im Zweier gewannen sie die Silbermedaille hinter den rumänischen Titelverteidigerinnen Georgeta Andrunache und Viorica Susanu. Der kanadische Achter erreichte das A-Finale und belegte den sechsten Platz. Auch bei den Weltmeisterschaften 2003 in Mailand traten Clark und Cook in beiden Bootsklassen an. Im Zweier belegten sie den vierten Platz mit 1,2 Sekunden Rückstand auf die diesmal drittplatzierten Rumäninnen. Im Achter siegten die Deutschen vor den Rumäninnen. Fast eine Sekunde hinter den Rumäninnen gewann der kanadische Achter die Bronzemedaille in der Besetzung Jacqui Cook, Karen Clark, Rachel Dunnet, Andréanne Morin, Darcy Marquardt, Pauline van Roessel, Roslyn McLeod, Buffy-Lynne Williams und Steuerfrau Sarah Pape. Bei den Olympischen Spielen 2004 in Athen traten Cook und Clark nur im Achter an, die Kanadierinnen verpassten als einzige Crew den Einzug ins A-Finale.